# 多利安·哥德费尔德
多利安·莫里斯·哥德费尔德 （Dorian Morris Goldfeld），美国数学家。其主要研究方向为解析数论，尤其以在虚二次域上的高斯类数问题上的贡献著称。现今为美国哥伦比亚大学数学系教授。

## 简历
1947年生于德国。1969年，哥德费尔德于美国哥伦比亚大学获得博士学位，博士论文题目是《Some Methods of Averaging in the Analytical Theory of Numbers》。哥德费尔德曾在柏克萊加州大學、希伯来大学、臺拉維夫大學、普林斯顿高等研究院、麻省理工学院和德克薩斯州大學奧斯汀分校工作。1985年迄今，他在哥伦比亚大学任教。

## 成就
哥德费尔德、Benedict H. Gross和Don B. Zagier共同解决了虚二次域上的高斯类数问题。哥德费尔德对尚未解决的贝赫和斯维讷通-戴尔猜想也有贡献。

## 荣誉
1987年，哥德费尔德获得了美国数学学会颁发的柯尔奖。
2009年，当选为美国艺术与科学学院院士。